# Kolonialmacht

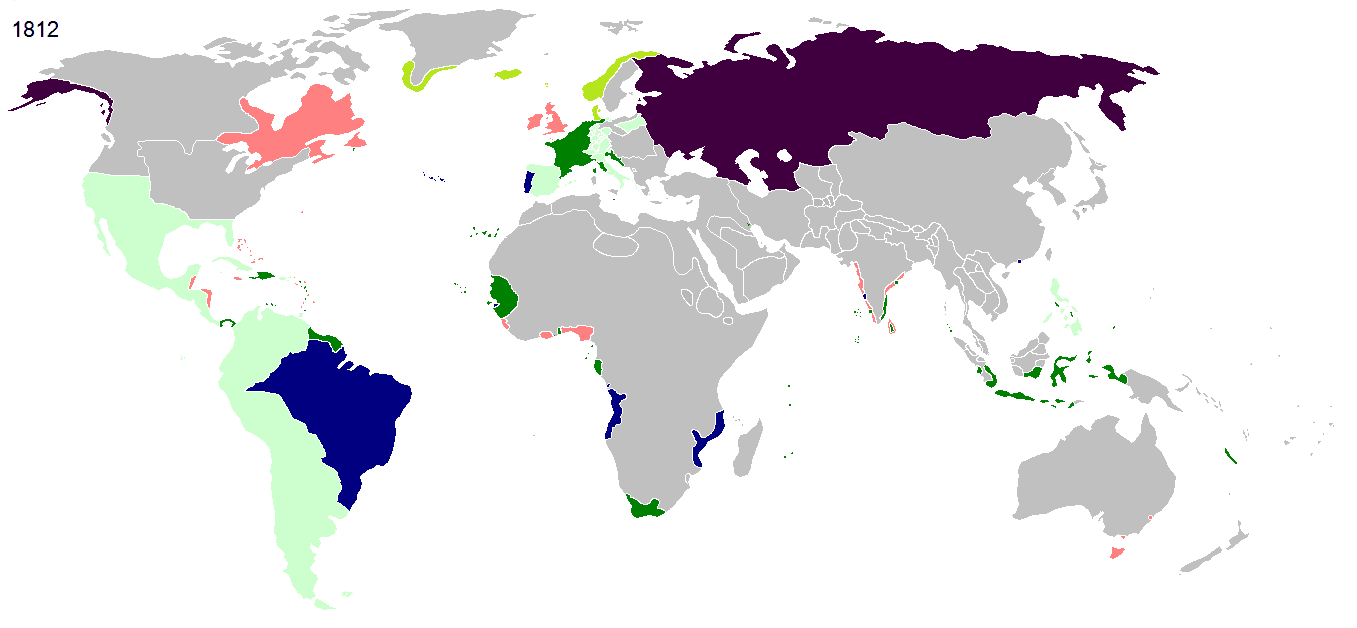
Kolonialreiche um 1812

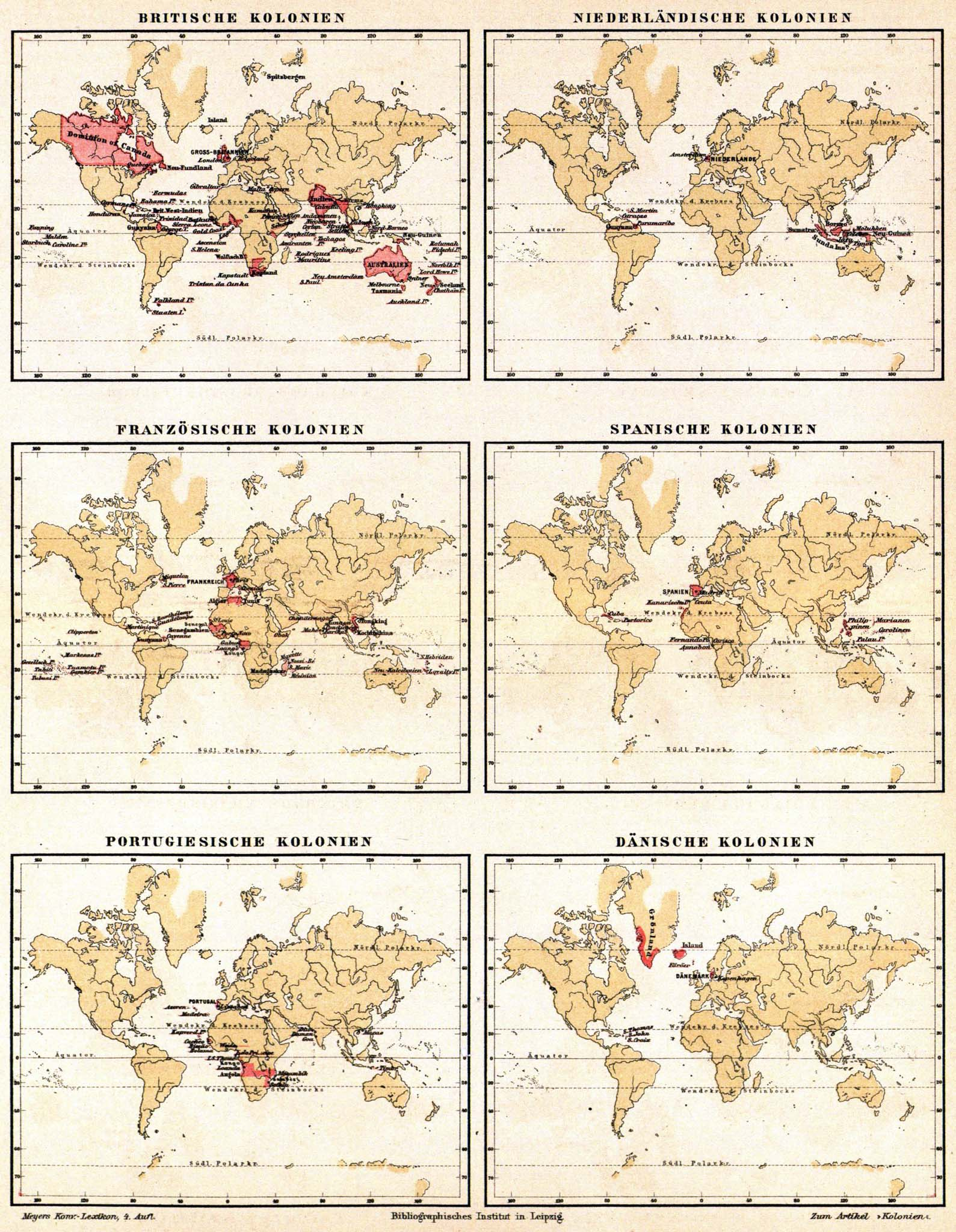
Kolonien Großbritanniens, der Niederlande, Frankreichs, Spaniens, Portugals und Dänemarks Ende des 19. Jahrhunderts

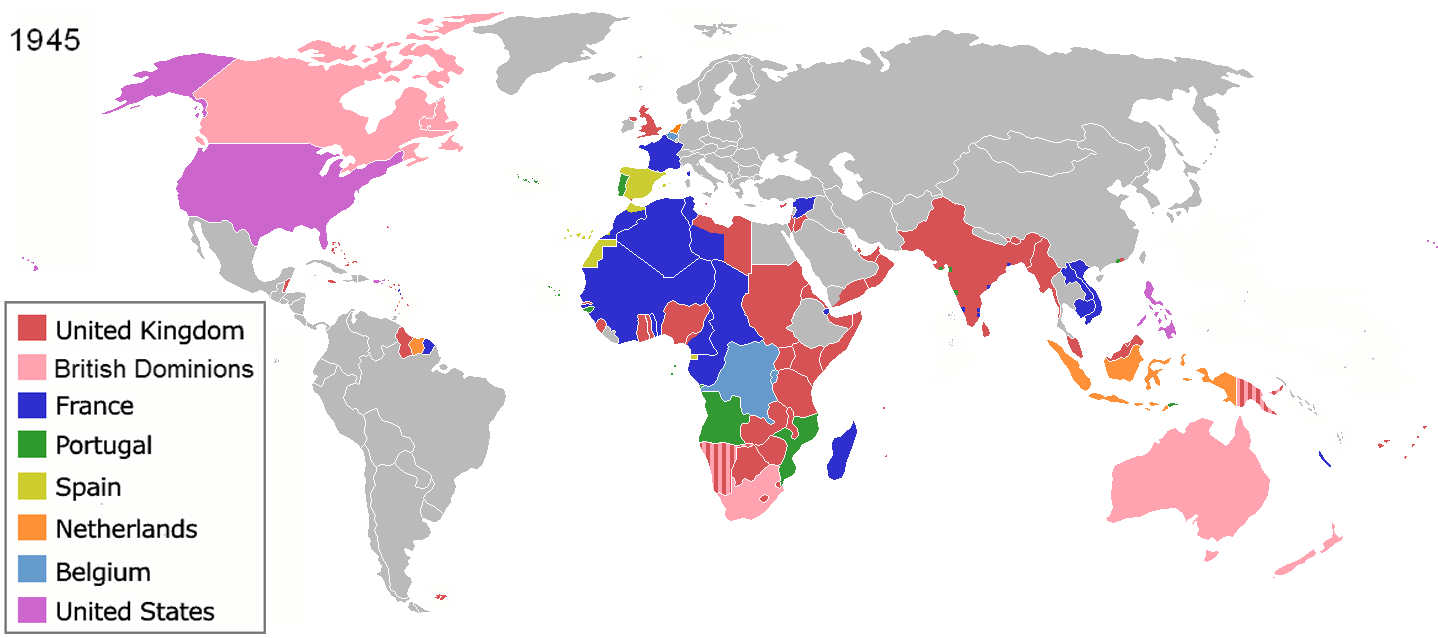
Die Kolonien nach dem Ende des Zweiten Weltkrieges

Die Aufteilung Afrikas unter die Kolonialmächte 1913
Frankreich
Großbritannien
Deutsches Reich
Italien
Portugal
Belgien
Spanien

Ein Land wird zur Kolonialmacht, wenn es über Kolonien herrscht, also Regionen außerhalb seiner Landesgrenzen regiert. Kolonialmacht kann nur ein Territorialstaat sein. Länder, in denen die Herrschaft über das Gefolgschaftssystem ausgeübt wird, haben dagegen keine Kolonien, sondern allenfalls Tributländer (siehe auch Satellitenstaat = Vasallenstaat).

## In der Geschichte

### Antike
Bereits die Griechen und Phönizier gründeten zahlreiche Pflanzstädte am Mittelmeer und am Schwarzen Meer (Griechische Kolonisation). Als erste Kolonialmacht der Geschichte gilt das Imperium Romanum, das auch als klassisches Beispiel für ein Weltreich gilt.

### Mittelalter
Auch die mittelalterlichen Stadtrepubliken Genua und Venedig verfügten über ein ausgedehntes Handelsreich mit Stützpunkten im Mittelmeerraum und im Schwarzen Meer (Genueser Kolonien, Venezianische Kolonien). Norwegen besaß ein kolonialähnliches Reich auf den Britischen Inseln, Grönland, Island und den Färöern (Norwegische Besitzungen).

### Neuzeit
Etwa um das Jahr 1500 begann die Neuzeit. Nach der Entdeckung Amerikas 1492 durch Christoph Kolumbus begann ein Zeitalter des Kolonialismus, das im 20. Jahrhundert endete.
Als Imperialismus bezeichnet man eine Epoche der (vor allem durch europäische Groß- und Mittelmächte betriebenen) weltweiten Ausdehnung von Herrschaftsgebieten auf Übersee-Territorien im Zeitraum zwischen etwa 1870 und 1914 (Ausbruch des Ersten Weltkrieges).
Dem Hochimperialismus ging die Phase des Frühimperialismus voraus, deren Beginn etwa mit 1815 angesetzt wird und die vor allem von Formen des informellen Imperialismus geprägt war.
Man kann drei Arten des klassischen Imperialismus unterscheiden
1. Vom Handelsstützpunkt zum Herrschaftsgebiet mit Ansätzen einer eigenen Industrie (Beispiel: Indien).
2. Beherrschung unter Wahrung des Anscheins der Souveränität und Autonomie (Beispiel: China zur Zeit der „Ungleichen Verträge“, während der Qing-Dynastie)
3. wirtschaftliche Beherrschung souveräner Staaten ohne eigene Industrie (Beispiel: Balkanstaaten, Osmanisches Reich).

Spanische und portugiesische Seefahrer unternahmen im Auftrag ihrer Könige zahlreiche Entdeckungsfahrten und später Eroberungsfahrten. Sie eroberten große Teile des amerikanischen Kontinents. 
Hauptartikel: Kolonialismus Portugals und Spaniens
Weitere Länder wurden Kolonialmacht:
- England (→ British Empire ab etwa 1815)
- die Niederlande (Siedlungen in Nordamerika, Indien und Südostasien).
- Sogar Brandenburg-Preußen, Kurland und Schweden besaßen für kurze Zeit einige Niederlassungen in Übersee.
- Der Staatenbund Dänemark-Norwegen war ebenfalls eine Kolonialmacht, zu der neben den Besitzungen im Nordostatlantik auch die dänischen Kolonien in der Karibik, in Westafrika sowie in Ostindien zählten.
- Das Russische Reich versuchte sein Herrschaftsgebiet zu erweitern, indem es sich im Zuge des so genannten Binnenkolonialismus über Sibirien bis nach Alaska und Kalifornien ausdehnte.
- Frankreichs Status als Kolonialmacht beruhte zunächst auf seinen Besitzungen in Kanada und Louisiana, später verlagerte sich der Schwerpunkt auf die Kolonien in Westafrika und Indochina (siehe Französische Kolonien).
- Italien, Deutschland und Belgien, die erst spät ihre nationale Einheit erlangten, suchten im so genannten „Wettlauf um Afrika“ mit den anderen europäischen Mächten mitzuhalten und erwarben ebenfalls Kolonien in Afrika (Deutsch-Ostafrika, Deutsch-Südwestafrika, Kamerun, Togo, Belgisch-Kongo) sowie in Ostasien und Ozeanien. Lediglich die kolonialen Ambitionen Italiens wurden deutlich gedämpft (Niederlage bei Adua 1896 in Äthiopien). Dennoch umfassten die italienischen Kolonien schließlich große Gebiete in Nord- und Ostafrika. Deutschland verlor seine Kolonien infolge des Ersten Weltkrieges, Italien infolge des Zweiten Weltkrieges.
- Auch die USA, selbst teilweise aus Kolonien hervorgegangen, wollten nun Kolonien erwerben, indem sie nach dem Spanisch-Amerikanischen Krieg (1898) versuchten, viele vormals spanische Kolonien zu übernehmen (Kuba, Puerto Rico, Philippinen, Guam). Die Kolonien waren für die Machtstellung und die Wirtschaftskraft der USA aber zweitrangig.
- In Asien gelang es Japan, mit der so genannten Großostasiatischen Wohlstandssphäre ein Kolonialreich aufzubauen, das weite Teile der heutigen VR China, das gesamte Korea sowie Indochina und zahlreiche pazifische Inseln umfasste.

Infolge der Weltkriege, die den Prozess der Dekolonisation einleiteten, verlor der Kolonialgedanke langsam an Bedeutung. In der Zwischenkriegszeit gab es noch Kolonialanhänger. Selbst in Deutschland, das keine Kolonien mehr hatte, lebte der Kolonialismus bis in die NS-Zeit fort. Einige Staaten ließen von ihrem Status als Kolonialmacht auch nach 1945 erst im Zuge massiver kriegerischer Auseinandersetzungen ab, so etwa
- Frankreich nach dem Indochinakrieg (1946–1954) und Algerienkrieg (1954–1962),
- Portugal nach dem Portugiesischen Kolonialkrieg (1961–1974) und
- Belgien in der Kongo-Krise (1960–1965).
- das Vereinigte Königreich nach dem Mau-Mau-Krieg in Kenia
- die Niederlande nach dem Indonesischen Unabhängigkeitskrieg

1960 erlangten 18 Kolonien in Afrika (14 französische, zwei britische, je eine belgische und italienische) die Unabhängigkeit von ihren Kolonialmächten. 1960 wird deshalb Afrikanisches Jahr oder Afrika-Jahr genannt.
Obwohl Frankreich (Französische Überseegebiete, zum Beispiel Französisch-Guayana, Réunion, Neukaledonien), Großbritannien (Britische Überseegebiete, zum Beispiel Falklandinseln), die Niederlande (Niederländische Antillen, Aruba) und die USA (Außengebiete der Vereinigten Staaten, zum Beispiel Guam, Puerto Rico) noch Territorien außerhalb des Mutterlandes haben, spricht man heute nicht mehr von Kolonialmächten, weil der Besitz solcher Territorien keinen Einfluss mehr auf die Stellung im internationalen Staatensystem hat. Dennoch kam es bis in die jüngere Geschichte zu Konflikten um Überseegebiete, wie z. B. 1982 im Falklandkrieg.